# Naturschutzverein Plauen

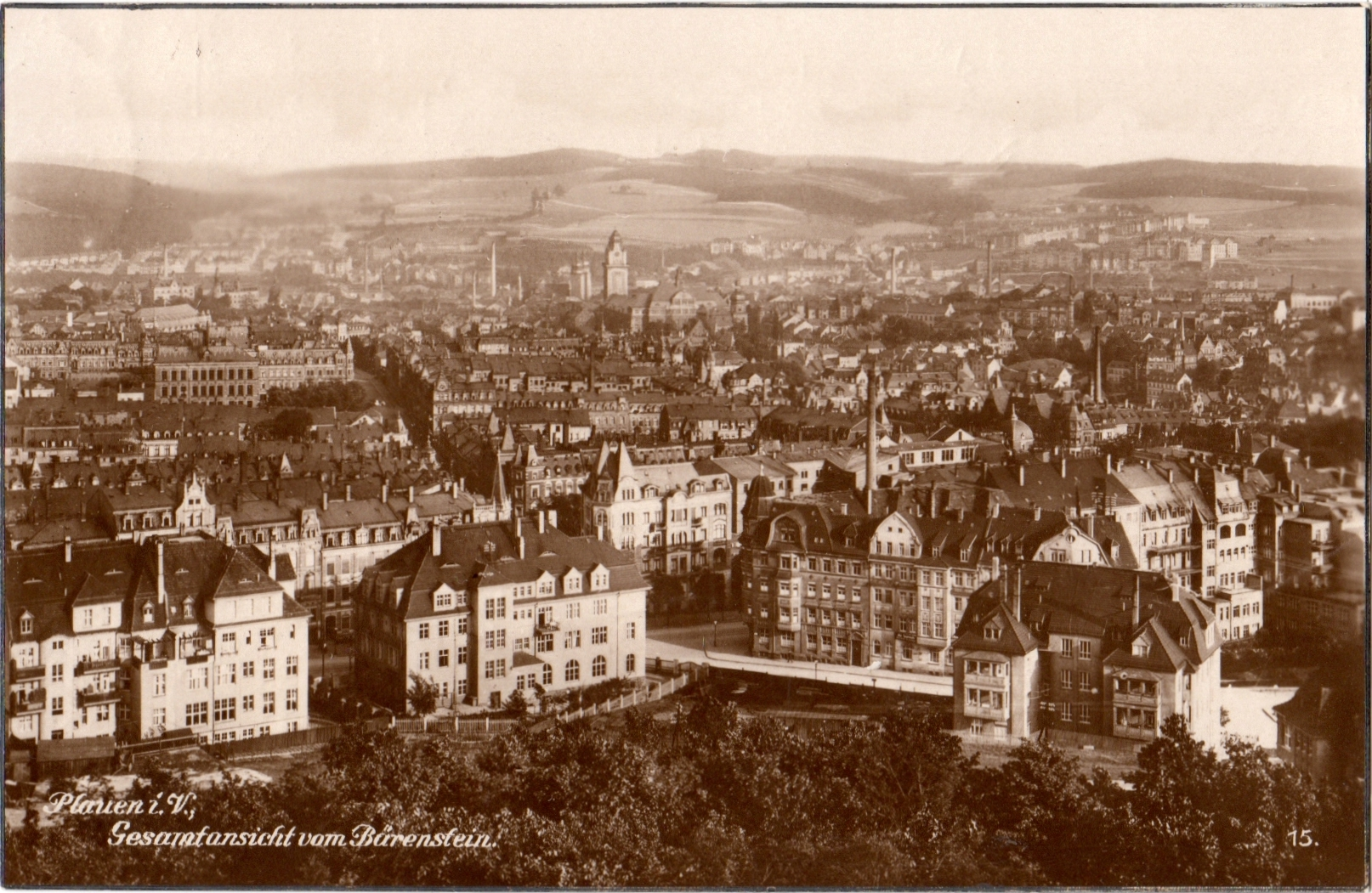
Plauen, Blick vom Bärenstein um 1920

Der Naturschutzverein Plauen wurde im Jahre 1883 von 27 Bürgern der Stadt Plauen im sächsischen Vogtland gegründet. Die Gründung entsprang dem Wunsch nach einer Unterstandshütte sowie einem Aussichtsturm auf dem „Bärenstein“. Er war die erste Institution im deutschsprachigen Raum, die das Wort „Naturschutz“ im Vereinsnamen trug. Aus den Namensvorschlägen, wie: „Verschönerungsverein“, „Verein Natur“ und „Naturschutzverein“ entschied man sich für den vom Oberbürgermeister Oskar Theodor Kuntze vorgeschlagenen Namen „Naturschutzverein“. Mit diesem Namen setzte sich der Verein von anderen Vereinen mit natur- und heimatkundlichen Zielen ab.

## Ziele
Der „Naturschutzverein Plauen“ machte sich die Verschönerung der Stadt Plauen und ihrer Umgebung einschließlich des Naturschutzes zur Aufgabe. Die Mitglieder pflanzten Eichen im Bismarckhain und legten Wege und einen Pflanzgarten an. Zudem unterstützten sie die örtlichen Denkmalinitiativen.
Der Vereinsvorsitzende des Vereins im Tätigkeitsbericht von 1894: „Der Naturschutzverein zu Plauen i.V., der den gemeinnützigen Zweck verfolgt, die Natur zu schützen und die Bekanntschaft mit derselben möglichst zu verbreiten, sich die Herstellung und Beaufsichtigung von Verschönerungen in der Stadt Plauen und deren nächster Umgebung durch Anpflanzungen usw., sowie den Schutz der Sing- und Nutzvögel, der Tiere überhaupt, und der Fische gegen wilde Fischerei zur Aufgabe machte, kann auf das verflossene Vereinsjahr mit Freude und Genugtuung zurückblicken, ist er doch nicht müde gewesen, für belehrende Unterhaltungen der Mitglieder an den Vereinsabenden zu sorgen und zur Verschönerung der hiesigen Stadt und deren nächster Umgebung beizutragen. (…)“

## Vereinsvorsitzende
- Albin Woldert (1883–1894)
- Friedrich Müller (1894–1907)
- Ludwig Sammler (1907–1920)
- Walter Zetzsche (1920–19??)

## Auflösung
Der Naturschutzverein Plauen war seit 1925 Mitglied im „Verband Vogtländischer Gebirgsvereine“. Die Gleichschaltung des Verbandes erfolgte 1933 durch das NS-Regime. Die Folge daraus war die Mitgliedschaft im „Reichsverband Deutscher Gebirgs- und Wandervereine“, der 1937 unter das Dach des „Deutschen Reichsbund für Leibesübungen“ gestellt wurde, womit er als offizielle NSDAP-Organisation galt. Der Verband wurde 1945 vom Alliierten Kontrollrat verboten und das Vereinsvermögen auf Befehl der sowjetischen Militäradministration beschlagnahmt.